# Глобус Беларуси
Глобус Беларуси (Также Globus.tut.by или GlobusTut.by) — русскоязычный сайт, посвященный объектам и местам на территории современной Беларуси. Основан в 2002 году. Фотографии автора и пользователей. Создатель сайта поставил цель увидеть и сфотографировать все, что было построено до коммунистов: это 1939 год для Западной Беларуси и 1918 год для Восточной Беларуси.

## Цель проекта
Цель сайта — отразить современное состояние всех оборонных, культовых и усадебных построек, которые были возведены на территории современной Беларуси до 1939 года.

## История
По состоянию на 30 ноября 2015 года сайт содержит информацию о 11 000 объектах и 65 000 фотографиях этих объектов.
В мае 2021 года сайт сменил домен globus.tut.by на globustut.by.
По состоянию на май 2025 года сайт содержит информацию о 11 860 объектах и 79 400 фотографиях этих объектов.

## Содержание
Помимо фотографий, сайт содержит информацию о спутниковых фотографиях и картах Беларуси советской, дореволюционной, польской и немецкой эпох.